# Condado de Crawford (Ohio)
El condado de Crawford es uno de los 88 condados del estado estadounidense de Ohio. La sede del condado es Bucyrus, así como su mayor ciudad. El condado posee un área de 1.043 km² (los cuales 2 km² están cubiertos por agua), la población es de 46.966 habitantes y la densidad de población de 45 hab/km² (según el censo nacional de 2000). Este condado fue fundado en 1820.